# Elezioni presidenziali a Cipro del 2023
Le elezioni presidenziali a Cipro del 2023 si sono tenute il 5 febbraio per il rinnovo della Presidenza del paese. Poiché nessuno dei  candidati ha raggiunto al primo turno la maggioranza assoluta dei voti, si è tenuto un secondo turno di votazioni il 12 febbraio.
Il Presidente uscente Nikos Anastasiadīs, poiché ha raggiunto il limite costituzionale di due mandati consecutivi (essendo stato eletto nel 2013 e riconfermato nel 2018), non era rieleggibile.
In seguito allo spoglio dei voti del secondo turno, è risultato vincitore (e dunque eletto) Nikos Christodoulidīs, con il 51,97% delle preferenze.

## Sistema elettorale
Il Presidente di Cipro viene eletto utilizzando il sistema maggioritario a doppio turno; se nessun candidato riceve oltre il 50% dei voti al primo turno, si tiene un secondo turno tra i primi due candidati ad una settimana di distanza dal primo.

## Candidati presidente
| Presidente | Presidente | Presidente                | Note | Partito                                                      |
| ---------- | ---------- | ------------------------- | --- | ------------------------------------------------------------ |
|            |            | Andreas Mavroyiannis      | Ambasciatore, ex-negoziatore per la comunità greco-cipriota nel corso dei Negoziati di Cipro (2015-2017) per la questione dello status di Cipro del Nord, ex-Rappresentante permanente di Cipro alle Nazioni Unite, ex-Rappresentante permanente di Cipro presso l'Unione Europea, ex-Viceministro per gli Affari Europei (2012) | Indipendente (supportato da AKEL e AG)                       |
|            |            | Averof Neofytou           | Presidente del partito di ideologia cristiano-conservatrice Raggruppamento Democratico (DISY) | DISY                                                         |
|            |            | Christos Christou         | Presidente del Fronte Popolare Nazionale (ELAM) | ELAM                                                         |
|            |            | Nikos Christodoulidīs     | Ex-Ministro per gli Affari Esteri di Cipro (2018-2022), ex-Portavoce del governo (2013-2018), membro del Raggruppamento Democratico (DISY) ma candidatosi come indipendente | Indipendente (supportato da DIKO, da EDEK, dal KA e da DIPA) |
|            |            | Achilleas Demetriades     | Avvocato, noto per il celebre caso Loizidou contro Turchia | Indipendente (supportato da AGK)                             |
|            |            | Alexios Savvides          | Matematico | Indipendente                                                 |
|            |            | Andreas Efstratiou        | Proprietario di un negozio per spose e già candidato alla presidenza alle elezioni del 2003, 2008, 2013 e 2018 | Indipendente                                                 |
|            |            | Andronicos Zervides       | Fondatore ed amministratore delegato di GPG Cyprus | Indipendente                                                 |
|            |            | Celestina de Petro        | Ex-membro del Fronte Popolare Nazionale (ELAM), si candida da indipendente dopo essere uscita dal partito | Indipendente                                                 |
|            |            | Charalampos Aristotelous  | Membro dell'Organizzazione della Gioventù Democratica Unita (EDON), la sezione giovanile del Partito Progressista dei Lavoratori (AKEL), si candida da indipendente | Indipendente                                                 |
|            |            | Constantinos Christofides | Ex-Rettore dell'Università di Cipro, membro del comitato direttivo del movimento politico Nuova Onda - L’Altro Cipro (NK-EAK) | NK-EAK                                                       |
|            |            | George Colocassides       | Avvocato, ex-Vicepresidente del partito nazionalista centrista Partito Democratico (DIKO) | Indipendente                                                 |
|            |            | Ioulia Khovrina Komninou  | Presidente del Partito Repubblicano Unito (ERKK) | ERKK                                                         |
|            |            | Loukas Stavrou            | Presidente del partito Ricostruzione Comunitaria Nazionale (EKA) | EKA                                                          |

## Risultati
| Nikos Christodoulidīs     | Indipendente (supportato da DIKO, EDEK, KA e DIPA) | 127 309 | 32,04 | 204 867 | 51,97 |  |  |  |
| Andreas Mavroyiannis      | Indipendente (supportato da AKEL)                  | 117 551 | 29,59 | 189 335 | 48,03 |  |  |  |
| Averof Neofytou           | Raggruppamento Democratico                         | 103 748 | 26,11 |         |       |  |  |  |
| Christos Christou         | Fronte Popolare Nazionale                          | 23 988  | 6,04  |         |       |  |  |  |
| Achilleas Demetriades     | Indipendente                                       | 8 137   | 2,05  |         |       |  |  |  |
| Constantinos Christofides | Nuova Onda - L’Altro Cipro                         | 6 326   | 1,59  |         |       |  |  |  |
| George Colocassides       | Indipendente                                       | 5 287   | 1,33  |         |       |  |  |  |
| Alexios Savvides          | Indipendente                                       | 2 395   | 0,60  |         |       |  |  |  |
| Charalampos Aristotelous  | Indipendente                                       | 866     | 0,22  |         |       |  |  |  |
| Celestina de Petro        | Indipendente                                       | 575     | 0,14  |         |       |  |  |  |
| Andronicos Zervides       | Indipendente                                       | 341     | 0,09  |         |       |  |  |  |
| Ioulia Khovrina Komninou  | Partito Repubblicano Unito                         | 330     | 0,08  |         |       |  |  |  |
| Andreas Efstratiou        | Indipendente                                       | 299     | 0,08  |         |       |  |  |  |
| Loukas Stavrou            | Ricostruzione Comunitaria Nazionale                | 165     | 0,04  |         |       |  |  |  |
| Totale                    | Totale                                             | 397 317 | 100   | 394 202 | 100   |  |  |  |
|                           |                                                    |         |       |         |       |  |  |  |
| Schede bianche            | Schede bianche                                     | 1 671   | 0,41  | 3 986   | 0,98  |  |  |  |
| Schede nulle              | Schede nulle                                       | 5 333   | 1,32  | 8 428   | 2,07  |  |  |  |
| Votanti                   | Votanti                                            | 404 321 | 72,04 | 406 616 | 72,45 |  |  |  |
| Elettori                  | Elettori                                           | 561 273 |       | 561 273 |       |  |  |  |

| Nikos Christodoulidīs     |  | 32,04% |
| Andreas Mavroyiannis      |  | 29,59% |
| Averof Neofytou           |  | 26,11% |
| Christos Christou         |  | 6,04%  |
| Achilleas Demetriades     |  | 2,04%  |
| Constantinos Christofides |  | 1,59%  |
| George Colocassides       |  | 1,33%  |
| Alexios Savvides          |  | 0,60%  |
| Charalampos Aristotelous  |  | 0,22%  |
| Celestina de Petro        |  | 0,14%  |
| Andronicos Zervides       |  | 0,09%  |
| Ioulia Khovrina Komninou  |  | 0,08%  |
| Andreas Efstratiou        |  | 0,08%  |
| Loukas Stavrou            |  | 0,04%  |

| Nikos Christodoulidīs |  | 51,97% |
| Andreas Mavroyiannis  |  | 48,03% |